# Anchusa iranica
Anchusa iranica là loài thực vật có hoa trong họ Mồ hôi. Loài này được Rech.f. & Esfand. mô tả khoa học đầu tiên năm 1951.